# 丹麥的英格堡
丹麥的英格堡（Ingeborg of Denmark，1175年—1236年7月29日），法國王后，卡佩王朝國王腓力二世的第二任妻子。丹麥的英格堡來自丹麥埃斯特德遜王朝，父親為丹麥國王瓦爾德馬一世，母親是明斯克的蘇菲亞。

## 生平
1193年8月15日，英格堡在腓力二世的第一任妻子艾諾的伊莎貝爾於1190年逝世後嫁給腓力二世。她的王兄丹麥國王克努特六世為她準備大量的嫁妝。她被形容為溫柔、年紀輕但有睿智。
婚後的第二天，國王腓力二世改變了主意，並試圖把英格堡送回丹麥。英格堡怒不可遏地逃到在蘇瓦松的修道院，並在那裡向羅馬教皇塞萊斯廷三世抗議。
婚禮舉行三個月後，腓力二世在貢比涅召開的教會會議，他將一個虛假的家譜顯示出他和英格堡通過腓力二世的第一任妻子而有親屬關係。當代教會法規定，如果一個男人和一個女人在過去七代以內有着共同的祖先是不能嫁娶的。因此，教會會議宣布與英格堡的婚姻無效。
英格堡再次抗議而丹麥派出一個代表團去拜見教皇塞萊斯廷三世。他們勸告教皇相信家譜是虛假的的，但教皇只宣布該婚姻的廢止無效，並再次禁止腓力二世結婚。腓力二世無視教皇的判決。
英格堡在其後的20年在多個法國城堡過着如同虛疑的監禁。其在一段時間，她花了十年以上的時間住在巴黎西南部埃唐普城堡。她的哥哥克努特六世和他的顧問們不斷努力去反對此婚姻的廢除。當代的文獻記載，在法國內許多腓力二世的顧問都支持英格堡。
這場王室婚姻的政治原因是有爭議的，腓力二世可能想與丹麥有更好的關係，因為兩國在神聖羅馬帝國的寶座接班問題分岐。也許腓力二世也想有更多盟友以對抗安茹王朝。腓力二世早已用了一年時間要求丹麥的海軍幫助獲得丹麥向英格蘭王位要求的支持。但是英格堡的王兄克努特六世只同意用10,000銀馬克為嫁妝。
教皇塞萊斯廷三世儘力保護英格堡，但是卻只能為她做一小點事。事實上，腓力二世早已用英格堡使用邪術令他陽痿的理由而廢除此婚姻。（歷史學家們提出了許多理論去解釋其婚姻缺乏圓滿的原因：從突然陽痿或汗熱病發作等）。腓力二世並沒有為英格堡着想，但是英格堡堅持認為婚姻已經圓滿，並說她是他的妻子和合法的法國王后。
牧師巴黎的威廉希望干預腓力二世試圖否定英格堡的情況下，為丹麥王室制定家譜以反駁血緣障礙的假象。
1196年6月，腓力二世迎娶他的第三任妻子梅拉涅的阿格尼絲。但是1198年教皇英諾森三世宣佈這段婚姻無效，因為腓力二世與英格堡的婚姻仍然有效。他下令腓力二世解除阿格尼絲的婚姻和迎接英格堡回來。英格堡曾寫信給他說因為被侵犯和隔離，聲稱因這些粗暴對待而有自殺的念頭。腓力二世卻因此將英格堡禁閉在埃唐普城堡中，把她關在塔上成為囚犯。送予的食物不定期，而且不足夠。無人能夠探望她，除了兩名丹麥牧師能夠例外。腓力二世迎回阿格尼絲，與她一同生活，並誕下布洛涅伯爵腓力·于勒佩爾及布拉班特公爵夫人瑪麗。因此，腓力二世於1200年被處以絕罰，法蘭西王國更於1199年被下禁令直至1200年9月腓力二世終於同意遵守教皇的敕令，但是不久他又食言，英格堡虽然被恢复了王后地位但仍然被囚禁。1201年，阿格尼絲逝世，腓力二世為求將阿格尼絲誕下的子女成為合法子嗣，而教皇為了腓力二世的政治支持，兩人因而和解。但是腓力二世於其後要求解除與英格堡的婚約，控訴英格堡於結婚當晚向他施行巫術而令婚姻缺乏圓滿，他希望以控告英格堡施行巫術而取消婚姻，但是仍然是失敗的。
腓力二世最終於1213年與英格堡和解，不是出於利他主義，而是因為他希望通過英格堡與丹麥王室的聯繫而可以向英格蘭王國王座的宣稱要求。後來，在他1223年臨死的時候，據說他曾經囑咐太子路易八世要好好對待英格堡。後來路易八世及路易九世公開承認英格堡是合法的法國王后。在此之後，英格堡在她一手創辦的修道院中度過她大部分的時光。此修道院接近科爾貝，在埃松省的一個小島上。英格堡在她的丈夫死後14年以上才離世。
丹麥的英格堡在1237年或1238年去世，被安葬在科爾貝的聖約翰騎士團教堂。